# Pulvis et umbra sumus
Pulvis et umbra sumus лат.(изговор: пулвис ет умбра сумус) Ми смо прах и сијенка. (Хорације)

## Поријекло изреке
Ово је изрекао у првом вијеку прије нове ере Квинт Хорације Флак (лат. Quintus Horatius Flaccus), највећи римски лирски песник у дјелу Арс поетика (лат. Ars poetica) .

## Значење
Хорације, пјеснички али  и доста песимистички, тврди да је човјек, ма колико и како о себи високо мислио, само прах и сијенка. Рођењем умире. Ми смо ефемеран тренутак, базначајан и у локалним а камоли космичким размјерама, не само краткоћом животног вијека, већ и квалитетом.